# Hypoechinorhynchus robustus
Hypoechinorhynchus robustus is een soort haakworm uit het geslacht Hypoechinorhynchus. De worm behoort tot de familie Arhythmacanthidae. Hypoechinorhynchus robustus werd in 1999 beschreven door Pichelin.